# 板厂峪窑址群遗址
板厂峪窑址群遗址，又称长城砖窑群遗址，位于河北省秦皇岛市抚宁县驻操营镇板厂峪村北300米。2013年5月，被中华人民共和国国务院列入第七批全国重点文物保护单位。

## 规模
2013年，板厂峪窑址群遗址已探明136座明砖窑各类遗址，其中灰窑遗址5座、瓦窑遗址2座、小铁作坊遗址2座，总占地面积16万余平方米。

## 价值
板厂峪窑址群遗址对研究明长城的建设史具有历史和价值。